# Carlos Casas Campillo
Carlos Casas Campillo (Córdoba, Veracruz, 12 de octubre de 1916 - Ciudad de México, 6 de octubre de 1994), fue un químico, bacteriólogo, investigador y académico mexicano.

## Estudios y docencia

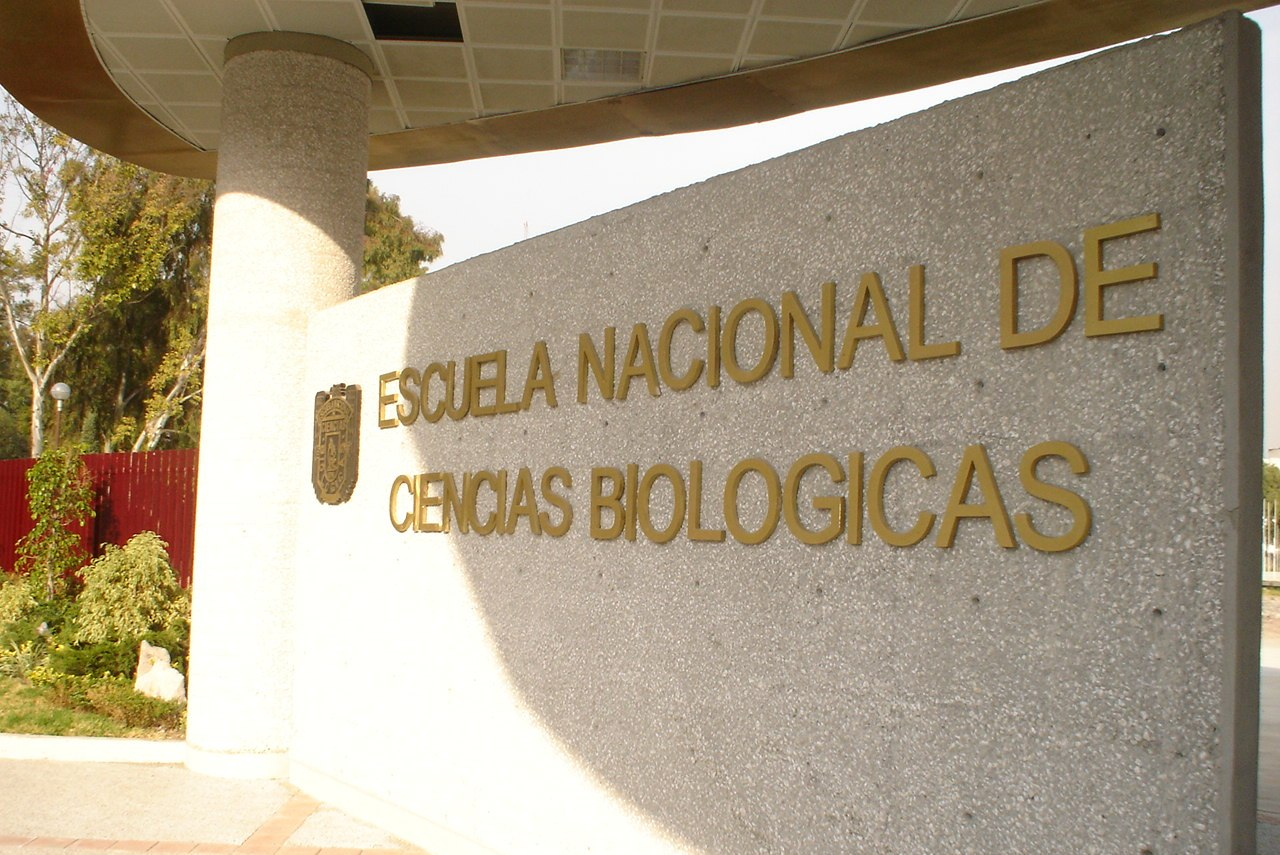
Escuela Nacional de Ciencias Biológicas del Instituto Politécnico Nacional.

Cursó  sus estudios profesionales en el Instituto Politécnico Nacional obteniendo el título de químico bacteriólogo en 1944. Realizó estudios de postgrado en microbiología, bioquímica agrícola, radioisótopos, genética microbiana, química orgánica y bioquímica de esteroides. 
Desde 1948 fue profesor en la Escuela Nacional de Ciencias Biológicas, siendo director de la misma de 1956 a 1958.

## Investigador y académico
Fue jefe del Departamento de Biotecnología y Bioingeniería del Centro de Investigación y de Estudios Avanzados del Instituto Politécnico Nacional (Cinvestav) desde 1999. Fue miembro de la Academia de la Investigación Científica, de la Asociación Mexicana de Microbiología, de la Sociedad Mexicana de Micología, de la Sociedad Química de México, de la American Academy of Microbiology, de la American Society for Microbiology, de la New York Academy of Sciences, y del American Institute of Biological Sciences. Ingresó a El Colegio Nacional el 23 de octubre de 1992.
Murió el 6 de octubre de 2011 en la Ciudad de México. En el 2012, la Sociedad Mexicana de Biotecnología y Bioingeniería instituyó el Premio "Carlos Casas Campillo" para honrar su memoria, el premio se ha entregado cada dos años desde 1996.

## Premios y distinciones
- Medalla "Juan de Dios Bátiz" por su labor docente, otorgada por el Instituto Politécnico Nacional en 1970.
- Premio Nacional de Ciencias Físico-Matemáticas y Naturales, otorgado por el Gobierno de la República mexicana en 1973.
- Premio Nacional de Química "Andrés Manuel del Río", otorgado por la Sociedad de Química de México en 1975.

## Obras publicadas
- Procesos aerobios microbianos de importancia industrial, en 1973.
- Técnicas en fermentaciones, en 1974.
- Principios de microbiología industrial, en 1974.
- "Microbial genetics in some biotechnology developments" en Replies from Biological Research, en 1979.
- "Desarrollo de un proceso para la producción de inoculantes para soya" en la Revista de la Sociedad Química de México, en 1979.
- "Proceso para obtener proteínas de origen unicelular a partir del bagazo de la caña" en la Revista de la Sociedad Química de México, en 1979.